# Alveolární tekutina
Alveolární tekutina je kapalina, druh tělní tekutiny, která vzniká v plicních sklípcích jako projev infekce. Má za následek jejich ucpávání a tedy zmenšování schopnosti přijímat atmosférický kyslík do organismu a tím zmenšovat účinnost plic. Při masivním výskytu alveolární tekutiny nastává stav, kdy tělo již není schopné přijímat dostatek kyslíku a dochází k udušení jedince.
Jedná se o základní projev zápalu plic, který může být způsoben různými příčinami.